# Keigo Higashi
Keigo Higashi (jap. 東 慶悟, Higashi Keigo; * 20. Juli 1990 in Kitakyūshū) ist ein japanischer Fußballspieler.

## Karriere

### Verein
Higashi begann mit dem Fußball während der Grundschulzeit, wo er in der Mannschaft der Fukamachi-Grundschule spielte, sowie anschließend in der der Wakamatsu-Mittelschule. Während der Oberschule spielte er für die Jugendmannschaft des Erstligisten Ōita Trinita, von dem er nach seinem Schulabschluss unter Vertrag genommen wurde. Sein J.League-Debüt hatte er am 4. April 2009. Im Jahr 2011 wechselte zu Ōmiya Ardija und 2013 zum FC Tokyo. 2019 wurde er mit dem Verein Vizemeister. Im Finale um den J.League Cup 2020 besiegte Tokyo am 4. Januar 2021 Kashiwa Reysol mit 2:1.

### Nationalmannschaft
2006 war er in der japanischen U-16-Auswahl vertreten, sowie von 2010 bis 2012 in den U-21- bis U-23-Auswahlen, mit der er sich für die Olympischen Sommerspiele 2012 qualifizierte. 2013 war er im Aufgebot der japanischen Nationalmannschaft, blieb aber ohne Einsatz.

## Erfolge
FC Tokyo
- Japanischer Vizemeister: 2019
- Japanischer Ligapokalsieger: 2020